# Parafia Narodzenia Najświętszej Maryi Panny w Krypnie
Parafia pw. Narodzenia Najświętszej Maryi Panny w Krypnie – rzymskokatolicka parafia należąca do dekanatu Knyszyn, archidiecezji białostockiej, metropolii białostockiej. W parafii znajduje się siedziba dziekana dekanatu Knyszyn.

## Historia parafii
Według wizytacji parafii Knyszyn z 1633 r. istniał już w Krypnie kościół (może kaplica?), zbudowany przez Katarzynę, żonę wielkiego kanclerza koronnego Tomasza Zamoyskiego. Na podstawie wzmianki o Mszy św. odprawianej w święto Narodzenia Matki Boskiej (Siewnej) przez kapłana z Knyszyna, można przypuszczać, że był już tam obraz Matki Boskiej, określany później mianem „cudowny”, którego kult religijny sięga XVI wieku. Jest to jedna z najwcześniejszych kopii obrazu Matki Bożej Śnieżnej z Bazyliki Santa Maria Maggiore w Rzymie.  Sprowadzona prawdopodobnie przez hetmana Jana Zamoyskiego do swojej kaplicy w pobliskim Knyszynie.
Pod koniec XIX wieku w Krypnie został wybudowany nowy murowany kościół filialny należący do parafii św. Jana Apostoła i Ewangelisty w Knyszynie. W 1905 roku nastąpił podział parafii knyszyńskiej w wyniku czego erygowano nową parafię w Krypnie Narodzenia NMP. Parafię w Krypnie erygował dekretem z 1 stycznia 1906 r. biskup wileński Edward Ropp. Pierwszym proboszczem został ks. Bolesław Leszczyński.
W skład parafii weszli wierni wyznania rzymskokatolickiego z 17 wsi: Krypno Kościelne, Krypno Wielkie, Boguszewo (dwór), Chobotki, Dębina, Dziarnowizna, Długołęka, Góra, Kruszyn, Kulesze Chobotki, Morusy, Peńskie, Rekle, Ruda, Tatary, Zastocze, Zygmunty. W 1946 roku do parafii Krypno przyłączone zostały jeszcze dwie małe miejscowości: Kobuzie i Nowosiółki.

## Miejsca święte
Kolegiata Narodzenia NMP w Krypnie
Kościół zbudowany  w latach 1881–1885, dzięki uzyskaniu zezwolenia przez  proboszcza knyszyńskiego ks. Adama Słonimskiego od cara  Rosji Aleksandra III, według projektu architekta Feliksa Nowickiego. W ołtarzu głównym znajduje się słynący łaskami obraz Matki Bożej Pocieszenia. Kolatorką świątyni była Róża Krasińska z Potockich (synowa poety Zygmunta Krasińskiego). Świątynia w Krypnie jest sanktuarium diecezjalnym, do którego przybywają liczne rzesze pielgrzymów. Koronacji obrazu Matki Bożej Krypniańskiej diademami papieskimi dokonał 8 września 1985 r. kardynał Józef Glemp w obecności biskupów i wiernych.
Kościoły filialne i kaplice
- Kaplica pw. św. Anny w Górze
- Kaplica pw. Najświętszej Maryi Panny Królowej Polski w Górze

Cmentarz parafialny
Na terenie parafii znajduje się cmentarz grzebalny założony w roku 1905 o powierzchni 2,5 ha w odległości 0,1 km od kościoła.

## Obszar parafii
W granicach parafii znajdują się miejscowości:

- Krypno Kościelne,
- Krypno Wielkie (1 km),
- Dębina (8),
- Długołęka (4),
- Góra (7),
- Kobuzie (7),
- Kruszyn (9),
- Kulesze-Chobotki (8),
- Morusy (6),
- Nowosiółki (4),
- Peńskie (5),
- Rekle (7),
- Ruda (3),
- Tatary (9),
- Zastocze (3)
- Zygmunty (4)

## Proboszczowie
- ks. Bolesław Leszczyński (1.01.1906–?)
- ks. kan. Szczepan Zagórski (1998–2013)
- ks. kan. Grzegorz Bołtruczuk (2013–nadal)